# حافظ الشيرازي

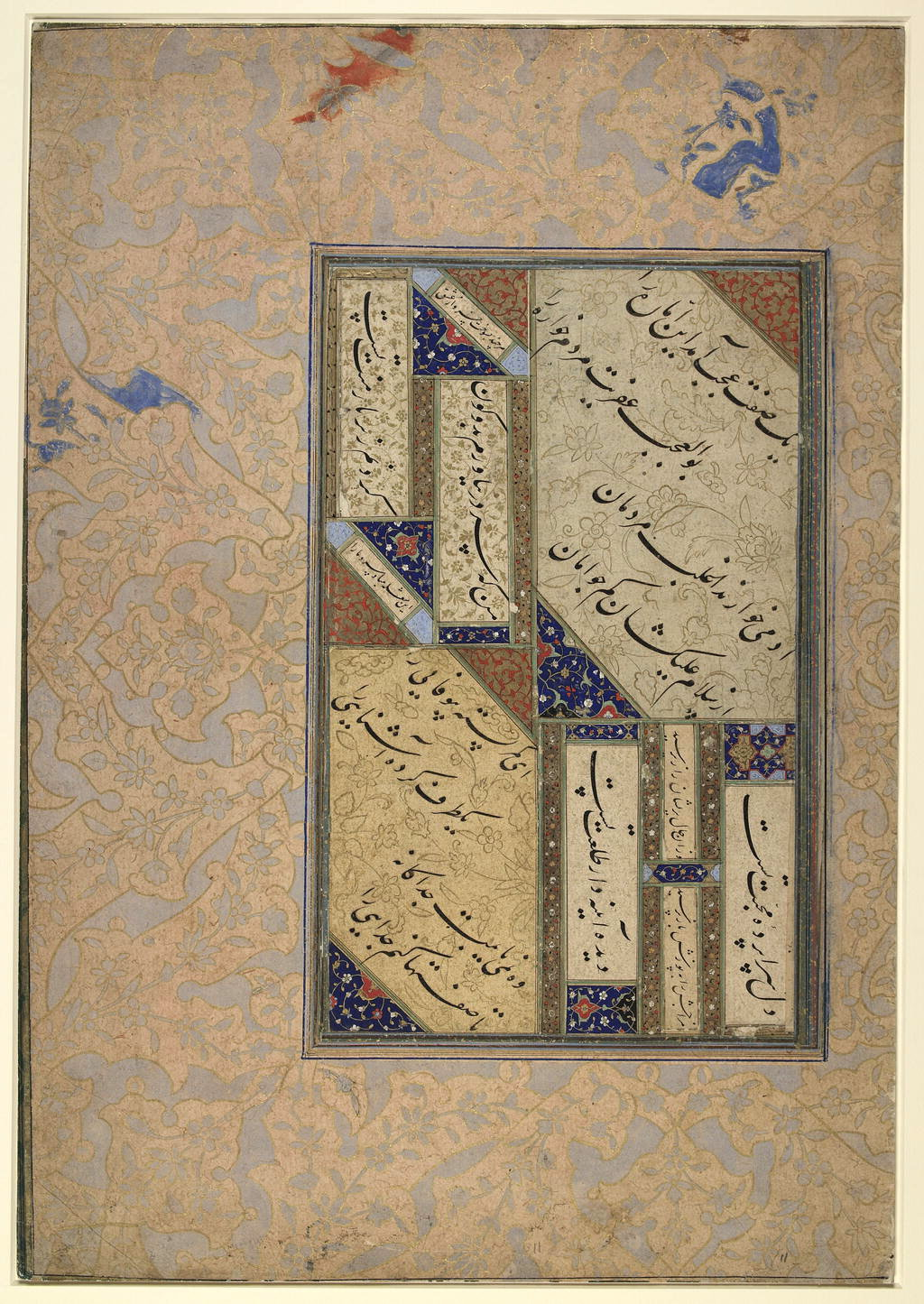
صفحة من ديوان حافظ.

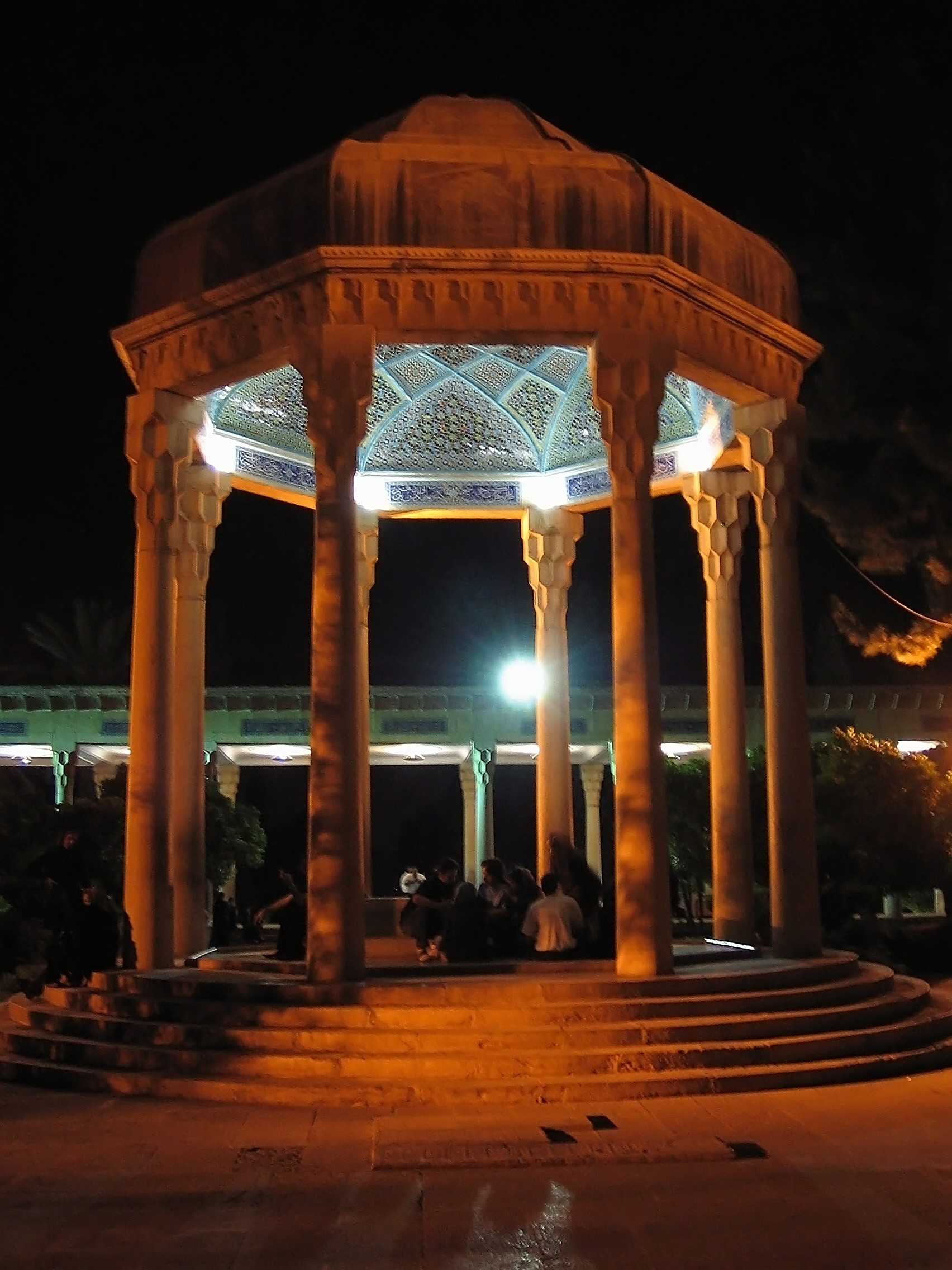
«الحافظية»، وهو مزار حافظ - شيراز.

شمس الدين محمد حافظ الشيرازي (نحو 725 - 792 هـ) الملقب بـ«خواجه حافظ الشيرازي» والشهير بـ«لسان الغيب» من أشهر الشعراء الغنائيين في إيران . مولده ووفاته بشيراز. لقب بـ «حافظ» لحفظه القرآن الكريم بقراءاته الأربع عشرة. وقد ذكره معظم المؤرخين والعلماء بأنه سني أشعري ذو ميول صوفية ويشك في البعض في أنه من الشيعة الإثني عشرية. له أشعار بالفارسية والعربية وتُرجمت أشعاره إلى كثير من اللغات العالمية.

## حياته
بالرّغم من شهرته الواسعة، لا توجد معلومات دقيقة عنه وخاصّة عن ولادته، إلّا أنّ الأدلّة تشير إلى أنّه ولد في حدود عام 726هـ في مدينة شيراز، ويبدو أنّ أباه كان يسمّى ببهاء الدّين، وكان قد هاجر من أصفهان إلى شيراز في فترة حكم السلطان أتابك الذي كان يحكم منطقة فارس. كان أبوه تاجرا، ومحمد كان أصغر أولاده الثلاثة. بعد وفاة أبيه تفرق الإخوة وبقي شمس الدين محمد مع والدته في شيراز. منذ طفولته اتجه شمس الدين إلى الكتاب والمدرسة وبعد أن تعلم علوم زمانه التحق بجلسات تدريس العلماء والفضلاء في مسقط رأسه ومنهم قوام الدين عبد الله الذي أخذ منه الكثير.

### شبابه
في مطلع شبابه تعلم العلوم الدينية والأدبية الموجودة في زمنه، وصار من المشاهير في مجال العلم والأدب في مدينته، وهو لم ينهِ عقده الثاني من العمر بعد، وكان في هذه المرحلة من حياته يحفظ القرآن الكريم ويتلوه بصوت عذب وبمختلف القراءات ولذلك أطلق على نفسه لقب «حافظ».

## الحكومات التي عاصرها
شاهد في شبابه ضعف السلسلة الاتابكية وسيطرة آل اينجو الايلخانيين المغول على المنطقة. هو نال منصبا كبيرا أثناء فترة حكم الملك جمال الدين أبو إسحاق في زمن آل اينجو. فترة حكم أبو اسحاق اينجو مشهور بالعدل والإنصاف، وكان هذا الملك يحب العلماء والأدباء لذلك نال حافظ الشيرازي احتراماً وتقديراً كبيرين منه، وأطلق الشيرازي ألقابا عديدة على هذا الملك مثل «سماء العلم والحياء» وفاءً منه لهذا الحاكم. وحكم أبو إسحاق للفترة بين 742ه.ق إلى 754ه.ق، وبعد عهد من السلام والصفاء جاء الأمير مبارز الدين مؤسس سلسلة آل مظفر إلى الحكم بعد أن قتل إسحاق، وأسس دولة كان أساسها الظلم والجور والقسوة وكان ملكا عصبيا وظالماً ومتعصبا خاصة في أمور الدين والمذهب وعامل الناس بقسوة شديدة، وحرم الناس إبان حكمه من الحريات والمواهب الطبيعية، وكان مبارز الدين يظهر نفسه بمظهر المسلم المتعصب لدينه والذي يعمل على إجراء الشريعة والأحكام الإسلامية، وعارض حافظ الشيرازي هذه الممارسات وهاجمها واعتبرها رياء ونوعا من التعصب المذهبي الظاهري. ولم تستمر فترة حكم مبارز الدين طويلا، ففي عام 759 ه.ق قام ولداه مسعود وشجاع بمؤامرة ضده بعد أن ضاقا ذرعا بممارساته الظالمة واعتقلوه وفقؤوا عينه وأسقطوا حكومته.
وعاصر حافظ الشيرازي كلا من الشاه شجاع والشاه منصور وأعجب بهما بسبب نبذهما لمظاهر التعصب والتحجر في شيراز ولاهتمامهما بالشعر والشعراء، وكانا بدورهما يكنان له كل الاحترام ويدافعان عنه، وتزامنت الأيام الأخيرة من عمر شاعرنا مع هجوم أمير تيمور الملك الظالم والقاسي والدموي على شيراز بعد أن كان قد ارتكب الكثير من الجرائم والمذابح في أصفهان، وقد أعجب به تيمور بعد لقاء شهير جمعهما وحوار دار بينهما فتفضل عليه بالعناية والاهتمام والتقدير.

## شهرته
أمضى حافظ معظم حياته في شيراز ولم يسافر سوى مرة واحدة كانت إلى مدينة يزد، ونال شهرة واسعة في كافة أرجاء إيران كما وصلت قصائده إلى أبعد الأماكن كالهند، حيث كان محل احترام كبير لدى سلاطين آل جلاير والملوك البهمنيين الذين حكموا منطقة الدكن في الهند، ويشتهر حافظ بالشعر الغزلي والعرفاني.

## خصوصيات شعره
واشتهر حافظ بديوانه، الذي ترجم إلى سبع وعشرين لغة حية في العالم، والمتكون من سبعمئة قطعة شعرية منها ما يقارب الخمسمئة مصوغة بضرب الغزل. وقد طارت شهرته في الآفاق داخل إيران وخارجها، حتى أن الشاعر الألماني الشهير غوته ترنم به وعده من أعمدة الشعر والأدب في الآداب العالمية [المصدر؟].
قال عنه المستشرق الفرنسي هنري كوبين: إنه الشاعر الذي حقق المعادلة الصعبة بين جمال اللفظ ورقي في البلاغة وصفاء في المضمون [المصدر؟].
ترجم أشعاره إلى العربية الدكتور إبراهيم امين الشواربي والدكتور علي عباس زليخة [معلومات إضافيّة؟]، وأخيرا تم في إيران نشر ترجمة لديوان حافظ باللغة العربية (سنه 2020) قام بتعريبه الدكتور نادر نظام طهراني.
يتسم شعره بذروة الفصاحة والبلاغة والملاحة، وعبّر من خلال شعره عن مكنونات قلبه كافة مثل العشق للحقيقة والوحدة والوصل بين الأرواح، كما عبّر عن غضبه ونفوره من الفرقة والنفاق والرياء والصراعات الظاهرة، واستخدم في أشعاره كلمات وتعابير خاصة بيّن من خلالها ما يقصده من مفاهيم، وكان أسلوبه مبتكرا وفريدا من نوعه وتعتبر قصائده قمة الإبداع في الأدب الفارسي، ويستخدم حافظ مصطلحات مثل «باده ومي» ويعني: الشراب و«ميكدة» ويعني: محل الشرب ويقصد منهما معانٍ عرفانية وليس المعنى الظاهري لمثل هذه الكلمات.
إن شعر حافظ هو مزيج من معاني العشق والمعاني الاجتماعية والعرفانية، وفي كل قصائده الغزلية يقصد إلى جانب العبارات العادية إيصال مفاهيم متعالية عن الوجود والحب والعفو والعنف والرياء والخداع الذي يمارسه من يصل إلى السلطة، كما يقصد إيصال جماليات الخلقة والطبيعة والإرادة العرفانية للفكر القوي، وكل واحدة من هذه المضامين لها طابع تعليمي ومليئة بالعبر وتعلّم الناس طريقة ونهج وأسلوب الحياة، ولذلك يكاد لايوجد بيت في إيران يخلو من ديوان حافظ، فالإيرانيون يحترمون ديوانه كثيرا ويتبادلون مع ديوانه أسرارهم ومكنونات نفوسهم وذلك عن طريق التفاؤل بأشعاره، ولهذا فهم يطلقون عليه لقب «لسان الغيب» و«ترجمان الأسرار».

## تراجم ديوانه
ترجم ديوان حافظ إلى العديد من اللغات ويعتبر من أشهر الكتب في الأدب العالمي، وقد اعتبرته منظمة اليونسكو من كنوز الأدب الخالدة في الأدب في العالم.

## أشهر قصائده
- شيرازي تركي
- مزرعة سبز فلك
- جوفتا بورون شودي
- نقدارا بوفاد آيا
- سين ملمال دارداست
- زولف آشوفتي
- سنوات كان القلب يطلب كأس جم مني
- رأيت البارحة أن الملائكة طلبت خمرة للروح
- ألا أيها الساقي

## تلميعاته
- کتبت قصة شوقي ومدمعي باکي

بیا که بی تو به جان آمدم ز غمناکی
- از خون دل نوشتم نزدیک دوست نامه

انی رایت دهرأ من هجرك القیامة
- در حلقه گل ومل خوش خواند دوش بلبل

هات الصبوح هبوا یا ایها السکاري
- من از رندی نخواهم کرد توبة

و لو آذیتني بالهجر والحجر

### دمج شعرالعربي والفارسي في شعره
ومن شعره الذي دمج فيه بين الفارسي والعربي:
وترجمة الأشطر الفارسية: